# César Faria
César Faria foi um violonista de música popular brasileira, pai do  violonista, cavaquinista, bandolinista, cantor e compositor de samba e choro brasileiro Paulinho da Viola, integrou o conjunto Época de Ouro com Jacob do Bandolim.